# Crisia irregularis
Crisia irregularis är en mossdjursart som beskrevs av John Borg 1944. Crisia irregularis ingår i släktet Crisia och familjen Crisiidae. Inga underarter finns listade i Catalogue of Life.